# سیف‌نت
سیف‌نت (انگلیسی: SafeNet) شرکت فناوری اطلاعات آمریکایی است، که در سال ۱۹۸۳ تأسیس شد.